# Key Largo (film)
A Key Largo egy 1948-ban bemutatott amerikai bűnügyi film John Huston rendezésében. A filmmel Oscar-díjat nyert Claire Trevor női mellékszereplő kategóriában.
A Key Largo volt a negyedik és egyben utolsó olyan film, melyben Humphrey Bogart és Lauren Bacall közösen szerepelt.

## Történet
A leszerelt katona őrnagy Frank McCloud (Humphrey Bogart) ellátogat a floridai Key Largo hotelbe, amit James Temple (Lionel Barrymore) működtet, aki McCloud második világháborús bajtársának apja, továbbá özvegy menye Nora (Lauren Bacall). Temple mélyen gyászolja a háborúban elesett fiát, és abban a meggyőződésben él, hogy hősként halt meg Olaszországban. McCloud meghagyja ebben a tudatban, és olyan háborús történeteket mesél, amit Temple akar hallani, annak ellenére, hogy a valódi hős ő volt. Nora ezt később meg is erősíti, azzal a levéllel melyet a férjétől kapott, és az igaz történet áll benne.
McCloud rájön, hogy a hotelben megszálló vendégek, akik állítólag horgászni jöttek, hírhedt gengszterek Johnny Rocco (Edward G. Robinson) vezetésével. Egy hajóval érkeztek Kubából, ahol Rocco bujkál, hogy egy szállítmányt átvegyenek. Velük tart az alkoholista Gaye Dawn (Claire Trevor) is, aki egykoron híres bárénekesnő volt, most Rocco szeretője. Amikor McCloud feltárja a valódi személyazonosságukat, a gengszterek abbahagyják a színlelést, és átveszik a hotel irányítását, fogva tartva McCloudot, Templet és Norát, habár egy erős hurrikán Key Largo partjai felé közeledik.
Miután a gengszterek kiiktatnak egy helyi rendőrt, egy pisztolyt dobnak McCloud elé, hogy le meri-e lőni Roccot. McCloud nem dől be az átlátszó cselnek, és szándékosan gyávának mutatkozik, de tisztában van azzal, hogy Roccot – kinek lelkén egy rendőr és két helyi indián halála is szárad – mindenképpen meg kell fékezni. Erre akkor nyílik esélye, amikor Rocco McCloudot is magával viszi a hajóra, hogy kormányozza vissza Kubába. A tengeren McCloud végez a gengszterekkel, legutoljára Roccoval, majd visszatér Norához.

## Szereplők
| Színész            | Szerep             |
| ------------------ | ------------------ |
| Humphrey Bogart    | Frank McCloud      |
| Edward G. Robinson | Johnny Rocco       |
| Lauren Bacall      | Nora Temple        |
| Lionel Barrymore   | James Temple       |
| Claire Trevor      | Gaye Dawn          |
| Thomas Gomez       | Richard Hoff       |
| Marc Lawrence      | Ziggy              |
| Monte Blue         | Ben Wade sheriff   |
| Jay Silverheels    | John Osceola       |
| Rodd Redwing       | Tom Osceola        |
| Harry Lewis        | Edward Bass        |
| John Rodney        | Clyde Sawyer járőr |
| Dan Seymour        | Angel Garcia       |
| William Haaade     | Ralph Feeney       |

## A film készítése
A forgatókönyv alapjául Maxwell Anderson azonos című színműve szolgált. Az írásban a gengszterek mexikói banditák, Frank McCloud pedig egy csalódott dezertőr a Spanyol polgárháborúból, aki meghal a végén.
Robinson a Key Largoig a Bogarttal együtt szerepelt filmekben mindig jobban volt fizetve kollégájánál. Ennél a filmnél a plakáton a neve viszont Bogart jobb oldalán szerepel, de egy kicsit magasabban. Az eredeti plakáton Robinson képe volt a középpontban, háttérben Bogarttal.

## Fordítás
- Ez a szócikk részben vagy egészben  a   Key_Largo (film) című angol Wikipédia-szócikk fordításán alapul.  Az eredeti cikk szerkesztőit annak laptörténete sorolja fel. Ez a jelzés csupán a megfogalmazás eredetét és a szerzői jogokat jelzi, nem szolgál a cikkben szereplő információk forrásmegjelöléseként.